# Église Saint-Pierre de Raulhac
Pour les articles homonymes, voir Église Saint-Pierre.
L'église Saint-Pierre de Raulhac est une église catholique située à Raulhac, dans le département du Cantal, en France.

## Description
Devant la porte d'entrée romane à cinq archivoltes et aux chapiteaux naïfs se trouve un porche de la fin du XIVe siècle surmonté d'un clocher carré de trois étages reconstruit en 1567 et flanqué d'une tour hexagonale.
La nef, de l'extrême fin du XVe siècle, sous voûtes d'ogives, comporte quatre travées et sept chapelles qui appartenaient aux familles nobles qui y avaient érigé autels et retables et pouvaient y faire célébrer des offices ou y enterrer leurs morts : (familles Montjou, de Fontanges,  de Scorailles,  de Montal, Dunoyer, de Conquans, de Chazelle, de Montamat, de Rastinhac, d'Humières, de Greil de Volpilère). Le chœur polygonal est éclairé par quatre fenêtres ogivales. Une porte permet de là l'accès à la sacristie.
La chaire à prêcher a été restaurée en 2001 grâce à l'initiative du maire actuel et son conseil.
Somptueux témoin du XVIIIe siècle (datée de 1780), et des peintures murales : celles de la voûte du chœur (XIXe siècle peintre Morini) et celle du porche d'entrée. Des travaux récents, initiés par le maire de l'époque, ont en effet mis au jour d'anciennes polychromies qui ont fait apparaître de part et d'autre des armoiries de la famille de L'Arbre d'Escalmels, le blason des Scorailles, seigneurs de Cropières.
On peut mentionner aussi "L'Adoration des Mages" très beau tableau du XVIIe siècle, œuvre d'un anonyme flamand s'inspirant des créations de Rubens et le tableau - retable "L'Éducation de la Vierge" du XVIIe siècle récemment restauré. Enfin, au-dessus de la porte de la sacristie "La délivrance de saint Pierre par un ange" du XVIIIe siècle. Ce dernier tableau rappelle que l'église de Raulhac est connue sous le vocable de Saint-Pierre-aux-Liens, patron de la paroisse.

## Historique
Aujourd'hui dominant la vallée du Goul, cette église en partie romane offre au regard les remarquables proportions de son vaisseau (33 mètres de long et 16 mètres de large)
Elle est probablement une des plus anciennes du Carladez, antérieure d'un siècle environ à celle de Vic. La première église disparut au XIIe siècle et fut remplacée par une construction d'architecture romane qui devait à son tour être détruite par les Anglais pendant la guerre de Cent Ans. De cette église romane, il reste la porte d'entrée sous le porche.
Une nouvelle construction incluant l'ancien portail, a été reconstruite au XVe siècle ; elle était alors sous le patronage des vicomtes de Carlat. On voit les armes de Bonne de Berry et de son fils Bernard VIII d'Armagnac sur les clefs de voûte de la nef, comme à église Saint-Pierre de Vic.
Elle fut à son tour pillée pendant les guerres de Religion par les huguenots qui dévastèrent le Carladès à la fin du XVIe siècle. Le gros œuvre avait survécu. Une restauration intérieure a été effectuée durant la première moitié du XVIIe siècle. Pendant la Révolution française, l'intérieur de l'église fut à nouveau dévasté, les anciennes statues brisées, les retables des chapelles abattus (sauf deux d'entre eux). Tout le long du XIXe siècle, la générosité des paroissiens permit la remise en état de l'église de Raulhac, dite la "Reine de la Vallée".
L'édifice est inscrit au titre des monuments historiques en 1927.